# Sutton Hoo
Sutton Hoo, poblíž Woodbridge v anglickém hrabství Suffolk, je místo dvou pohřebišť z 6. a raného 7. století. Jedno z nich obsahovalo neporušený pohřeb v lodi. Našlo se v něm mnoho anglosaských artefaktů, které jsou v současné době uloženy v Britském muzeu v Londýně.
Pro historiky je pohřebiště velmi významné, protože objasňuje období anglického raného středověku, který se nachází na pomezí mýtů, legend a historické dokumentace. Využití místa vyvrcholilo za vlády Rædwalda, prvního pokřtěného krále Východní Anglie. Podle mnohých má být na objevené pohřební lodi uložený právě on.
Lodní pohřeb se datuje do raného 7. století a byl objeven roku 1939. V Britském muzeu se nachází především nálezy z pohřební komory, například obřadní helma, štít, meč, lyra a mnoho kusů stříbrných plechů z východořímské říše.